# American (race bovine)
Pour les articles homonymes, voir American.
L'american est une race bovine originaire des États-Unis d'Amérique. C'est une race récente créée par Art Jones dans son ranch du Nouveau-Mexique.

## Origine
L'american est issue du croisement de races européennes et zébuines. Art Jones est parti de son troupeau de hereford dont il souhaitait améliorer la productivité dans une zone où la période sèche dure huit mois. Il a introduit des shorthorns pour améliorer la capacité laitière des mères, et des charolaises pour leur musculature et leur ossature fine. Le résultat n'était pas adapté à la climatologie locale. Il a alors introduit des zébus brahmanes plus résistant à la période sèche. Pendant trente ans, il a sélectionné les reproducteurs de son troupeau tout en ajoutant de la semence de bison pour améliorer la capacité à utiliser un fourrage grossier.
Finalement, la race créée comprend 1/2 brahman, 1/8 bison, 1/4 charolais, 1/16 hereford et 1/16 shorthorn.

## Morphologie
Elle porte une robe noire ou blanche à mouchetage de gris-noir. Elle a les larges oreilles tombantes de son ascendant zébu et la musculature de ses ascendants européens.

## Aptitudes
C'est une race créée exclusivement pour la production de viande. Elle est bien adaptée à un environnement hostile. Elle assimile bien tout type de fourrage, est apte à la marche vers les pâturages et points d'eau et les animaux engraissés donnent une bonne structure de carcasse.  